# Gospel Changes
| Sitz:     | Leipzig            |
| Gründung: | 2013               |
| Gattung:  | gemischter Chor    |
| Leitung:  | Simone Grundmann   |
| Stimmen:  | ca. 35             |
| Website:  | gospel-leipzig.com |

Gospel Changes ist ein überkonfessioneller Gospel-Chor aus Leipzig unter Leitung von Simone Grundmann.

## Geschichte
Gegründet wurde Gospel Changes 2013 von Chorleiter Maik Gosdzinski.
Gospel Changes ist Mitglied im Verband Deutscher Konzertchöre. Der Chor absolviert jährlich rund 30 Auftritte vor Publikum, vorwiegend in und um Leipzig aber auch in ganz Mitteldeutschland. Er gibt zudem überregional Konzerte, etwa beim Gospelkirchentag 2014 in Kassel und 2016 in Braunschweig.
Bei der Publikumsabstimmung zum ZDF-Weihnachtschor 2015 erreichte Gospel Changes als einer von vier Chören die Finalrunde.
Im Februar 2016 begleitete Gospel Changes als Backgroundchor den Auftritt des deutschen Soulsängers Stefan Gwildis im Rahmen seiner „Alles dreht sich“-Tour in Leipzig.
Zur Eröffnung des Deutschen Katholikentages im Mai 2016 sang Gospel Changes bei der Auftaktveranstaltung auf dem Leipziger Marktplatz vor 10.000 Menschen.
Auf Einladung des Verbandes Deutscher Konzertchöre nahm Gospel Changes am 19. Deutschen Chorfestival teil, das vom 28. April bis zum 1. Mai 2017 in Magdeburg stattfand.
Im August 2017 trat Gospel Changes beim mehrtägigen Musikfestival „Classic Open“ auf dem Leipziger Marktplatz auf.
2018 hatte der Chor zwei Kurzauftritte in der ARD-Fernsehshow „Olaf macht Mut“ und sang u. a. gemeinsam mit Olaf Schubert und Carolin Kebekus.
Bei der vom Krystallpalast Varieté organisierten Großveranstaltung „Leipziger Markt Musik“ im August 2019 stand Gospel Changes für ein Konzert auf der Bühne.

## Organisation
Gospel Changes e.V. ist ein eingetragener Verein und eine eingetragene Marke.

## Repertoire
Zum Repertoire des Chors zählen neben Gospelmusik auch Spirituals sowie Klassiker aus den Genres Soul und Blues.

## Aus- und Weiterbildung
Seit der Gründung von Gospel Changes organisiert der Verein regelmäßig Workshops und gemeinsame Auftritte mit Künstlern der deutschen und internationalen Gospelszene. Hier sind bisher u. a. zu nennen: Helmut Jost und Ruthild Wilson (Siegen), Hanjo Gäbler (Hamburg), Chris Lass (Bremen), Niko Schlenker und Judith Kaufmann-Schlenker (Ruppichteroth), Deborah Woodson (USA, Köln), Dorrey Lin Lyles (USA, Berlin) sowie Joakim Arenius (Örebro/S), Martin Alfsen (Oslo/N), Mads Pedersen (Stavanger/N), Tyndale Thomas (Liverpool/GB), Calvin Bridges (Chicago/USA) und Isaac S. Cates (Kansas City/USA).
Zur Erweiterung der sängerischen Fähigkeiten setzt Gospel Changes auf eine Ausbildung der Chorsänger nach Methode der Complete Vocal Technique (CVT). Der Chor arbeitet hierfür u. a. mit den Vocalcoaches Lindsay Lewis (Braunschweig) und Rabih Lahoud (LBN, Monheim am Rhein) zusammen.

## Diskografie
„Pilgrim Journey“ ist das erste Album von Gospel Changes. Es wurde am 2. September 2020 über Lœwenzahn/R.U.M. Records veröffentlicht.
Die folgenden Angaben sind dem Klappentext des Albums entnommen.

### Titelliste
| Nr. | Titel                 | Text                               | Musik                          | Länge |
| 1   | We’ve come to worship | Mads Pedersen                      | Mads Pedersen                  | 6:03  |
| 2   | Kyrie                 | trad./Maik Gosdzinski/Rabih Lahoud | Maik Gosdzinski                | 6:07  |
| 3   | Gloria                | trad./Maik Gosdzinski              | Maik Gosdzinski/Anton Bruckner | 3:08  |
| 4   | All is well           | Al Hobbs                           | Al Hobbs                       | 6:11  |
| 5   | Jesus Christ is Lord  | Maik Gosdzinski                    | Maik Gosdzinski                | 3:21  |
| 6   | God is amazing        | Dorrey Lin Lyles                   | Dorrey Lin Lyles               | 3:49  |
| 7   | On a Pilgrim Journey  | Joakim Arenius                     | Joakim Arenius                 | 5:13  |
| 8   | Rely on you           | Isaac S. Cates                     | Isaac S. Cates                 | 5:29  |
| 9   | Thank you             | Maik Gosdzinski                    | Maik Gosdzinski                | 4:56  |
| 10  | Blessing/Segen        | Maik Gosdzinski/Rabih Lahoud       | Maik Gosdzinski                | 4:43  |

### Solisten
- Chris Lass – Lead Vocals (9)
- Dorrey Lin Lyles – Lead Vocals (4, 6)
- Deborah Woodson – Lead Vocals (3)
- Hanjo Gäbler – Lead Vocals (5)
- Lindsay Lewis – Lead Vocals (7)
- Mads Pedersen – Lead Vocals (8)
- Maik Gosdzinski – Lead Vocals (4, 9)
- Rabih Lahoud – Lead Vocals (2, 10)
- Therese Galetzka – Lead Vocals (1, 4, 10)

### Band
- Alberto Marsico – Hammond-Orgel (1–7, 9, 10)
- Alessandro Minetto – Schlagzeug (3–7, 9)
- André Engelbrecht – Piano (3, 4, 6–9), Bläser-Arrangement (6)
- Andrew Gouché – Bass (8)
- Frank Nowicky – Saxophon (3, 5–7, 9), Bläser-Arrangements (3, 5, 6, 8)
- Gaston Endmann – Percussion (1–3, 5, 7–10)
- Helmut Jost – Bass (3–7, 9), Flügelhorn (2, 10)
- Lars Kutschke – Gitarre (1, 3–5, 7, 9)
- Maik Gosdzinski – Piano (1, 2, 5, 10)
- Matthias Büttner – Posaune (3, 5, 6, 9)
- Michael Arnold – Saxophon (3, 5, 6, 9)
- Michael Schlabes – Trompete (3, 5, 6, 9)

### Produzenten
- Michael Boer
- Helmut Jost
- Maik Gosdzinski
- Therese Galetzka